# Согали
Согали́ (каз. Соғалы) — село у складі Хобдинського району Актюбінської області Казахстану. Входить до складу Согалинського сільського округу.
У радянські часи село називалось Сугали.
Населення — 52 особи (2021; 228 у 2009, 509 у 1999, 373 у 1989).